# Conviction (série de televisão)
Conviction é uma série americana de drama legal exibida pela ABC. Sua estréia ocorreu na segunda-feira, 3 de outubro de 2016. A série, estrelada por Hayley Atwell, foi pega para o seu episódio piloto em 12 de maio de 2016. Um trailer completo foi lançado em 17 de maio de 2016. A série  estreou no Brasil em janeiro de 2017.
Em 11 de maio de 2017, a série foi oficialmente cancelada pela ABC após uma única temporada.

## Enredo
A advogada e ex-Primeira-Filha Hayes Morrison é chantageada para dirigir o novo Conviction Integrity Unit ("Unidade de Integridade de Condenações"), em Nova Iorque, que re-examina casos em que há suspeita credível de condenação injusta.

## Elenco
- Hayley Atwell como Hayes Morrison, a ex-Primeira-Filha rebelde de um ex-presidente dos Estados Unidos e advogada de defesa hábil que, após um busto de cocaína, é chantageada pelo procurador do Distrito Federal para dirigir a recém-formada Unidade de Integridade de Condenações (UIC). Sua mãe está trabalhando atualmente para um assento de Nova Iorque (Senado dos EUA).[5]
- Eddie Cahill como Conner Wallace, o procurador do Distrito do condado de Nova Iorque que criou o UIC. Ele tem uma história profissional e pessoal com Hayes.[5]
- Shawn Ashmore como Sam Spencer, um assistente fiscal do Distrito que foi originalmente selecionado para chefiar o UIC.[5]
- Merrin Dungey como Maxine Bohen, uma policial que trabalha para o UIC como uma investigadora.[5]
- Emily Kinney como Tess Larson, a paralegal do UIC.[5]
- Manny Montana como Frankie Cruz, um ex-con que trabalha para o UIC como técnico forense.
- Daniel Franzese como Jackson Morrison, irmão mais velho de Hayes e gerente de campanha de sua mãe.

## Episódios
| No. na série | No. | Título                            | Diretor(s)        | Escritor(s)                                                                              | Exibição               | Audiência (milhões) |
| --- | --- | --------------------------------- | ----------------- | ---------------------------------------------------------------------------------------- | ---------------------- | ------------------- |
| 1 | 1   | "Pilot"                           | Liz Friedlander   | História por: Liz Friedman & Liz Friedlander Teleplay por: Liz Friedman                  | 3 de outubro de 2016   | 5.17                |
| Depois que a advogada Hayes Morrison, filha de um ex-presidente dos Estados Unidos, é preso por posse de cocaína, ela é chantageada por seu ex-adversário e atual procurador para dirigir sua nova Unidade de Integridade de Convicções. Colocá-la na carga fornece publicidade, mas despreza um membro da equipe. Hayes aceita relutantemente para salvar a si e sua família do embaraço público. Ela e sua equipe tomam o caso de Odell Dwyer, um "garoto negro de boa aparência" na prisão por ter assassinado sua namorada quando os dois estavam na escola. Através da investigação do forense, o detetive do caso, e cena de recriação, Hayes e o UIC provam que Odell não foi o assassino. |     |                                   |                   |                                                                                          |                        |                     |
| 2 | 2   | "Bridge and Tunnel Vision"        | Rob Seidenglanz   | Liz Friedman & Liz Friedlander                                                           | 10 de outubro de 2016  | 4.23                |
| Hayes decide ir atrás de um dos casos de carreira de Wallace, o Prospect 3. Eles foram três rapazes acusados de estuprar e atacar uma mulher, Zadie Daniels, em seu caminho do trabalho. Zadie foi atingida na cabeça por um tijolo, então ela não se lembra do ataque, mas a mídia a chamou de heroína. Nenhum dos membros do grupo - Mike, Brian e Seamus - era uma combinação de DNA para o sêmen no kit de estupro, mas eles confessaram depois de exaustivos interrogatórios, cada um culpando os outros. Depois de saber que os cronogramas não coincidiam, o UIC descobriu que Zadie teve relações sexuais com um homem casado na noite do assalto, a fonte do sêmen. Eles também descobrem que Brian já havia atacado outras mulheres, incluindo sua irmã adotiva, e é por isso que Wallace tinha certeza de que os três garotos eram os culpados. Hayes leva Brian a admitir que ele foi a única pessoa responsável pelo assalto, libertando Mike e Seamus. Embora ela prove duas pessoas inocentes, Hayes se sente deprimida, com a reputação de Zadie agora arruinada. |     |                                   |                   |                                                                                          |                        |                     |
| 3 | 3   | "Dropping Bombs"                  | Liz Friedlander   | Thomas L. Moran                                                                          | 17 de outubro de 2016  | 4.24                |
| Para desconsiderar Wallace após seu comentário sobre "a nova Hayes Morrison", Hayes desenterra o caso do militante intolerante Rodney Landon, condenado por plantar uma bomba em um escritório de mesquita e matar quatro homens, incluindo o Imam. A equipe do UIC descobre que Landon era basicamente um suspeito por causa de uma busca ilegal pela Unidade de Contra-Terrorismo e que, apesar de não ter plantado a bomba, planejava um ataque muito mais mortal. Porque a busca ilegal jogaria para fora a maioria da evidência de encontro a Landon e seria o mesmo liberado, Sam fala com um skinhead na prisão. Hayes é notificada que Landon foi atacado devido a rumores de que ele era um bufo e esfaqueou seu atacante com um shiv. Cometendo um crime na câmera, ele permanecerá na prisão. O verdadeiro bombardeiro acaba por ser a esposa do Imam, que estava zangada por causa de seus múltiplos assuntos. A detenção de cocaína de Hayes torna-se pública quando um vídeo dela na cadeia é liberado para a mídia. |     |                                   |                   |                                                                                          |                        |                     |
| 4 | 4   | "Mother's Little Burden"          | Paul Holahan      | Samantha Corbin-Miller                                                                   | 24 de outubro de 2016  | 4.74                |
| O UIC trabalha no caso de Penny Price, uma dona de casa que vlogou sobre cuidar de seu filho violento, autista, Owen. Penny foi acusada de assassinato em segundo grau, deixando uma garrafa de molho de soja fora, que Owen bebeu inteiramente. No entanto, Frankie descobre do toxicólogo do caso que Owen não morreu de uma sobredosagem de sódio, mas de uma falta de açúcar devido a uma injeção de insulina deliberadamente administrada. Eles vão para o marido de Penny, Greg Price, um farmacêutico que estava tendo um caso, assim como o zelador de Owen, Eduardo, cuja irmã tinha níveis perigosamente baixos de insulina no dia do assassinato de Owen. Hayes percebe que a única pessoa com meios e motivo era a filha de Penny, Emily. Penny diz a Emily para ficar quieta, e diz que ela vai tomar a culpa, dizendo Hayes que sua filha merece uma vida. Enquanto isso, Hayes deve conciliar resolver o caso e trabalhar com seu irmão, Jackson, para se preparar para uma entrevista televisiva "mea culpa". Jackson ensaia sobre o que vestir - o direito terno e pérolas da mãe, o que dizer e como dizê-lo. Durante a entrevista ela usa seu charme e as respostas ensaiadas, mas eventualmente suas mentiras e as pérolas começam a sufocá-la. Ela então explica francamente que ela conseguiu seu do-over e trabalho como resultado de seu privilégio, e que ela está agora tentando usar alguns deles para libertar pessoas inocentes. Embora esta decisão ganhe sua aprovação pública imediata, fere severamente a campanha da sua mãe e joga Wallace sob o barramento. Na noite seguinte, depois de resolver o caso, Hayes vai para casa no apartamento de Jackson, apenas para descobrir que ele a expulsou. |     |                                   |                   |                                                                                          |                        |                     |
| 5 | 5   | "The 1% Solution"                 | Scott Hornbacher  | Steve Lichtman                                                                           | 7 de novembro de 2016  | 3.64                |
| Depois de ser expulsa, Hayes decide dormir no escritório e ligar para Jackson todos os dias até que ele a perdoa. A equipe concentra-se no caso de Will Jarrett, um órfão que foi capturado pelos porteiros, uma família rica. A mãe, Debra Porter, foi esfaqueada várias vezes, e Will foi culpado. A equipe rastreia uma pegada de volta para o pai, David, e o jardineiro, Luis, ambos alegando inocência. Pouco depois, o filho, Sean, é visto em vídeo plantando a arma do assassinato no caminhão de Luis, mas David afirma que Will ameaçou Sean para fazê-lo. A vontade decide dizer que a reivindicação é verdadeira. Suspeitando que Will está escondendo alguma coisa, a equipe percorre a cena do crime e vê que é provável que Sean e Will tenham matado Debra. Depois de Will admitir que ele e Sean eram amantes e fornece vídeo de evidência do plano, Sean é preso. David explica que Debra sabia e não se importava que Sean fosse gay, mas acreditava que Will era impróprio para Sean porque ele era de uma família pobre. Jackson finalmente perdoa Hayes. Hayes também tenta confessar seus sentimentos a Wallace, mas é incapaz de fazê-lo. Ela descobre que, por causa da investigação do Departamento de Justiça, Wallace contratou um conselheiro externo, Naomi Golden, que é tanto sua e ex-namorada de Hayes. Enquanto isso, Frankie está em conflito com o apelo de seu ex-companheiro de cela, Rey. Tess olha para ele e diz que ele é culpado, mas Frankie depois conversa com Hayes, que concorda em olhar para o caso por ele. |     |                                   |                   |                                                                                          |                        |                     |
| 6 | 6   | "#StayWoke"                       | Christine Moore   | Lynne E. Litt & Jewel McPherson                                                          | 14 de novembro de 2016 | 4.17                |
| Depois que um adolescente negro é morto por um policial que causa uma discussão entre a equipe, Hayes decide escolher o caso de Porscha Williams, uma ativista negra que foi condenada pelo assassinato do sargento Kelsey Blake durante um protesto. Maxine se sente em conflito, já que ela é negra com um filho e um ex-policial. Enquanto isso, Hayes se encontra com Naomi, advogado de Wallace, que flerta com Hayes. Tess diz a Frankie sobre ser uma testemunha ocular do assassinato de sua tia aos 12 anos e identificar o homem errado. O homem, Matty Tan, foi limpo pelo DNA depois de cinco anos na prisão e que ela foi indo para o seu carrinho de café com freqüência sem ele saber sua conexão. A equipe descobre que uma testemunha ocular mentiu sob juramento e que outras testemunhas podem ter confundido Porscha com outra mulher. Em seguida, eles descobriram que a van do médico foi perto da cena mais do que o necessário, e que as feridas de entrada e saída pode ter sido misturado, o que significa que Kelsey pode ter sido baleado por trás. Usando o novo ângulo, a equipe descobre que uma das outras testemunhas, George Stayner, foi o responsável. George, quando confrontado, diz que foi um acidente e depois comete suicídio. Depois que Porscha é liberada, Hayes encontra Naomi e Wallace beijando-se. |     |                                   |                   |                                                                                          |                        |                     |
| 7 | 7   | "A Simple Man"                    | Brad Turner       | Simran Baidwan                                                                           | 21 de novembro de 2016 | 4.14                |
| A equipe do UIC investiga o caso de um homem com baixo QI, Leo Scarlata, que foi condenado por acender um incêndio no restaurante de sua família. O fogo matou um homem e feriu outro. Wallace aprova uma equipe de documentários que estão trabalhando no caso de Scarlata, para acompanhar a equipe. A investigação conclui que o incêndio não começou do modo anteriormente acreditado e que, embora Leo era responsável, ele apenas "seguiu as regras". Essas "regras" foram deliberadamente alteradas para causar o incêndio para o pagamento do seguro. Leo é liberado. |     |                                   |                   |                                                                                          |                        |                     |
| 8 | 8   | "Bad Deals"                       | John Stuart Scott | Eduardo Javier Canto & Ryan Maldonado                                                    | 28 de novembro de 2016 | 3.36                |
| A equipe do UIC toma o caso de Josh Fleck, um professor condenado por sequestro e assassinato de sua aluna, Sierra Macy, dez anos antes. A razão para o caso é porque Sierra está viva e tinha acabado de escapar de sua prisão no porão só para encontrar seu captor morto. Sam era o promotor do caso e, embora a condenação por homicídio seja descartada, ela ainda insiste que Fleck estava envolvido no sequestro. A equipe descobre que a testemunha da garçonete mentiu, que a evidência de sangue poderia ser explicada, e que Sierra foi transportada para fora em um tronco de carro enquanto Fleck dirigia uma caminhonete. Quando Sam visita a garçonete, Melissa, ele ouve os carrilhões que Sierra lembra. Melissa aponta uma arma para ele, mas a polícia irrompeu e resgatou ele. Fleck é lançado. O departamento de justiça deixa cair seu argumento de encontro a Wallace após Hayes fornecer a informação. |     |                                   |                   |                                                                                          |                        |                     |
| 9 | 9   | "A Different Kind of Death"       | Andrew McCarthy   | Lynne E. Litt                                                                            | 5 de dezembro de 2016  | 3.34                |
| Wallace dá ao UIC o caso de Earl Slavitt, um condenado à morte condenado pelo assassinato de Tom Simon, promotor federal e amigo de Wallace. Earl foi originalmente processado por Tom por desviar dinheiro de seu trabalho. Depois que ele foi libertado da prisão ele fez ameaças contra Tom. Wallace pede a Hayes para rever o caso, como Tom era contra a pena de morte e Earl deve ser executado em cinco dias. Enquanto o UIC revê o caso em Nova York, Hayes e Wallace vão para Indiana para tentar parar a execução de Earl. Eles têm de lidar com Bill Newton, o Advogado da Assistência dos EUA que estava do lado da acusação para ambos os casos e fica em seu caminho. A equipe descobre que um ex-árbitro foi contratado para matar Tom, e que o patrão de Earl era o verdadeiro desfalcador. Alguém no escritório do procurador dos EUA estava aceitando subornos. Hayes, depois de conversar com a ex-colega de trabalho de Earl, Nina, descobre que Bill ordenou o sucesso em Tom para cobrir suas faixas. Hayes tenta entrar em contato com Wallace para parar a execução, mas é tarde demais. Depois de ouvir a notícia, Sam pega Maxine tomando analgésicos. |     |                                   |                   |                                                                                          |                        |                     |
| 10 | 10  | "Not Okay"                        | Jan Eliasberg     | Thomas L. Moran & Simran Baidwan                                                         | 1 de janeiro de 2017   | 2.06                |
| A equipe leva o caso de Sophie Hausen, condenada por assassinar Travis Carter, o estudante universitário que ela alegou violá-la. Reexaminar o DNA na arma do crime mostra apenas uma partida parcial e uma recreação do crime mostra uma saída potencialmente perigosa. Ao verificar outros possíveis suspeitos, a equipe descobre que havia outras vítimas que não tinham relatado as violações por causa do tratamento de Sophie com funcionários. Mas todos tinham conversado com uma conselheira de estupro, Elyse Salmon, que decidira tomar o assunto em suas próprias mãos. Elyse confessa e Sophie é liberada. Em um ângulo pessoal, Tess finalmente diz a Matty sobre sua conexão e ele não pega bem. Plus Hayes, com um impulso de Jackson, e Wallace decidem tentar seu relacionamento novamente. |     |                                   |                   |                                                                                          |                        |                     |
| 11 | 11  | "Black Orchid"                    | Metin Hüseyin     | Samantha Corbin-Miller & Steve Lichtman                                                  | 8 de janeiro de 2017   | 2.70                |
| Um caso atual liga-se a um antigo. Uma mulher é encontrada espancada até a morte. Sua descrição física, o modo de morte e o batom da "Orquídea Negra" manchada em sua boca combinam com o modus operandi de um assassino em série condenado, Clark Sims, de dez anos antes. A equipe do UIC não sabe se o Sims é inocente ou se há um copiador. Eles são capazes de explicar a evidência de impressões digitais contra os Sims. Eles também acham que o homem preso pelo recente assassinato não poderia ter feito isso. Imaginando o hiato de dez anos entre os crimes, eles especulam que o assassino estava na prisão. Uma busca dos prisioneiros que cabem os parâmetros localiza um suspeito, Donald Cutler, que estava na vizinhança do assassinato recente. Cutler vai atrás da mulher que sobreviveu a seu ataque anos atrás e ela o mata. Sims é liberado. |     |                                   |                   |                                                                                          |                        |                     |
| 12 | 12  | "Enemy Combatant"                 | Paul A. Edwards   | Eduardo Javier Canto & Ryan Maldonado                                                    | 15 de janeiro de 2017  | 2.24                |
| O ex-presidente Morrison visita Hayes em casa e convence-a e ao UIC a enfrentar o caso de Omar Abbas, um cidadão muçulmano-americano mantido por seis anos sem julgamento em uma instalação militar por possuir Sarin líquido. Omar afirma que não sabia o que estava na mochila; Tinha sido deixado no porta-malas de seu táxi. Embora obstruído pelos federais porque Omar é considerado um combatente inimigo, a equipe descobre que um informante era primo de Omar que, depois de ser torturado, disse aos federais o que eles queriam ouvir. Eles também rastreiam o dono da mochila, Paul Sedgewick, que planejava usar o sarin em funcionários do banco que culpava pela morte de seu pai. Ele se afastou do ataque químico, mas em vez de levá-lo, deixou-o no táxi e informou-o na linha da ponta. Omar é liberado. O pai de Hayes diz a Wallace e Hayes que seu relacionamento não funcionará. |     |                                   |                   |                                                                                          |                        |                     |
| 13 | 13  | "Past, Prologue & What's to Come" | Liz Friedlander   | História por: Vincent Angell Roteiro por: Vincent Angell, Liz Friedman & Liz Friedlander | 29 de janeiro de 2017  | 2.43                |
| Hayes assume o caso de Gerald Harris, um homem que ela, sem sucesso, defendia em Chicago nove anos antes contra as acusações de que ele assassinou sua esposa, Claire. Wallace processou o caso. Como a equipe se esforça para encontrar um suspeito que poderia ter cometido o assassinato, Hayes descobre que Sam será forçado a testemunhar durante um julgamento para Rodney Landon, que efetivamente desacreditou do UIC e submete todos os seus casos à revisão. Sam informa que ele pretende tomar o quinto, terminando sua carreira, mas mantendo o UIC intacto. Frankie finalmente confirma que Claire morreu de um ataque cardíaco antes que ela caísse, a evidência de que não foi encontrado em sua autópsia inicial. Embora a intimação contra Sam é descartada, as ordens de Wallace Hayes para demiti-lo para ir "rogue". Mas ela deliberadamente beija Sam, cometendo assédio sexual em vista de uma testemunha, o que significa que ele não pode ser demitido sem que ela seja forçada a renunciar. |     |                                   |                   |                                                                                          |                        |                     |

## Produção
O piloto foi filmado em Toronto, Canadá, em março de 2016, onde a série foi filmada. As filmagens para a temporada de 2016 começaram em 18 de julho.
Quando o piloto estava sendo elencado, o nome do personagem principal foi relatado como Carter Morrison, que poderia ter sido uma referência ao antigo papel de Atwell, Peggy Carter na série "Agent Carter", da ABC. A personagem foi renomeada para Hayes Morrison durante o processo de produção.